# 6e division de fusiliers motorisés de la Garde
Pour les articles homonymes, voir 6e division.
Pour la 6e division de fusiliers motorisés de la Garde existant entre 1985 et 1992, voir 90e division de chars de la Garde.
La 6e division de fusiliers motorisés de la Garde est une division mécanisé de l'armée soviétique, puis des forces terrestres russes sous le nom de 90e division de fusiliers de la Garde.
Son historique descend de la 82e division territoriale de fusiliers formée en 1932, devenue une division motorisée au début de la Seconde Guerre mondiale. En 1942, la 82e division devient une unité de la Garde soviétique, la 3e division de fusiliers motorisés de la Garde, puis le 6e corps mécanisé de la Garde en 1943. En 1945, le corps devient une division mécanisée installée à Berlin. Elle devient une base de stockage en 1997.

## Historique

### 82edivisionde fusiliers
L'histoire de la division remonte à la formation de la 82e division territoriale de fusiliers en 1932 à partir du personnel du 169e régiment de fusiliers de la 57e division de fusiliers (en), qui avait pris garnison en Transbaïkalie. Formée dans la région de Perm, la 82e division s'installe dans le district militaire de l'Oural en mai 1935. En mai 1939, la 82e division est mobilisée et rejoint la Transbaïkalie. À partir de juillet, elle participe aux batailles de Khalkhin Gol contre les troupes japonaises. Après la fin des combats, le 82e est stationné à Bayantümen. Pour leurs actions, les 601e régiments de fusiliers et 82e régiments d'artillerie de la division reçoivent l'ordre du Drapeau rouge le 17 novembre.
Par une directive du Commissariat du Peuple à la Défense du 15 janvier 1940, la division est transformée en 82e division de fusiliers motorisés avec 12 000 hommes. Son 82e régiment d'artillerie est formé à partir du 82e régiment d'artillerie d'obusiers et du 82e régiment d'artillerie légère. La division comprend les 210e, 289e et 601e régiments de fusiliers motorisés en plus du régiment d'artillerie. Le colonel Ivan Fediouninski commande la division avant la guerre. Au 1er novembre 1940, la division compte 11 755 hommes et 240 chars BT. En mars 1941, la 82e division est transformée en 82e division motorisée, rejoignant le 29e corps mécanisé. Elle comprend alors les 210e et 601e régiments motorisés ainsi que le 123e régiments de chars et le 82e régiments d'artillerie. Cependant, cette mission s'avère brève, puisque le corps est dissous en mai et la division devient une unité distincte de la 17e armée. Au 1er juin, elle comprend 200 chars BT et T-26 et dix-sept chars amphibies T-37, T-38 et T-40, pour un total de 217 chars.

### Seconde Guerre mondiale
En juillet et août, la division est à nouveau réorganisée en 82e division de fusiliers motorisés. Son 123e régiment de chars est utilisé pour former la 111e division de chars (en), laissant la 82e avec les 210e, 250e et 601e régiments de fusiliers motorisés et le 82e régiment d'artillerie. À la suite des avancées allemandes après le début de l'opération Barbarossa, le 22 juin, la 82e est envoyée renforcer le front  de l'Ouest en octobre. Elle quitte l'Extrême-Orient le 7 octobre et arrive au front le 25 octobre. Elle est renforcée par le 27e bataillon de chars séparé et combat lors de la bataille de Moscou au sein de la 5e armée. La division se distingue dans les combats à Dorokhovo et dans la prise de Mojaïsk. Pour ses actions, la division devient une unité d'élite de la Garde, la 3e division de fusiliers motorisés de la Garde, le 17 mars 1942, et reçoit l'ordre du Drapeau rouge.
Elle participe aux batailles de l'été 1942 au sein du front de l'Ouest et à l'échec de l'opération Mars en novembre/décembre 1942. Après être revenue dans les réserves de la Stavka en juin 1943, elle est réorganisée en 6e corps mécanisé de la Garde le 28 juin 1943, fusionnant avec la 49e brigade mécanisée. Le nouveau corps comprend alors la 17e brigade mécanisée de la Garde.
Le nouveau corps, sous le commandement du lieutenant-général Alexandre Akimov, fait partie de la 4e armée de chars dirigée par le lieutenant-général Vasily Badanov. Sa première action est à Orel, lors de l'opération Koutouzov, la contre-attaque sur le côté nord du saillant de Koursk après la défaite allemande à la bataille de Koursk proprement dite. John Erickson écrit que « ... à 11 heures le 26 juillet, deux corps de Badanov (le 11e de chars et le 6e mécanisé de la Garde) lancèrent une attaque irrégulière vers Bolkhov. Au cours des heures suivantes, sous le regard même de Bagramyan [commandant de la 11e armée de la Garde, dont le secteur 4e char attaquait à travers] et de Badanov, les deux corps furent lourdement battus par les chars et les canons d'assaut allemands dissimulés. Pour le reste de 1943, le corps passe en réserve. Il participe aux combats hivernaux en Ukraine en 1944 ( Proskourov-Tchernovitsi ), puis à l'opération Lvov-Sanodmir en été. Elle participe ensuite aux opérations de Basse-Silésie, de Haute-Silésie, de Berlin et de Prague. En août 1944, elle reçut le titre honorifique de « Lvov » pour sa participation à la libération de cette ville.

### Guerre froide

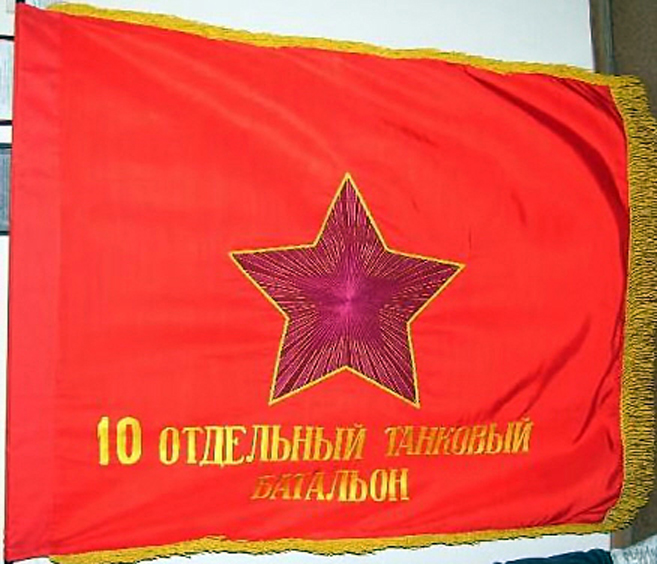
Drapeau du 10e bataillon de chars (créé en 1962).

Le corps devient 6e division mécanisée de la Garde de 1945 à 1957, puis 6e division de fusiliers motorisés de la Garde le 17 mai 1957. La division est basée à Bernau bei Berlin et fait partie de la 20e armée de la Garde. En mai 1958, la division est réorganisée. Le 930e régiment d'artillerie de la Garde est transféré à la 11e division de fusiliers motorisés de la Garde et est remplacé par le 400e régiment d'artillerie. Le 1106e régiment d'artillerie antiaérienne de la Garde et le 22e bataillon de sapeurs de la Garde sont également transférés à la 11e division et remplacés par le 288e régiment d'artillerie antiaérienne de la Garde et le 122e bataillon de sapeurs de la Garde. Le 351e bataillon de missiles est mis sur pied en 1961. Le 19 février 1962, le 32e bataillon de maintenance et de récupération des équipements est activé. En mai, le 10e bataillon de chars séparé est formé. Le 122e bataillon de sapeurs de la Garde devient un bataillon du génie-sapeur en 1968 et le 465e bataillon d'artillerie antichar séparé a été activé. La compagne de défense chimique devient le 120e bataillon distinct de défense chimique en 1972. Le 686e bataillon distinct de transport automobile devient 1122e bataillon distinct d'approvisionnement en matériel en 1980.
Le 8 février 1985, la 6e division de fusiliers motorisés de la Garde devient la 90e division de chars de la Garde. Une nouvelle 6e division de fusiliers motorisés de la Garde a été formée à partir de la précédente 90e division de chars de la Garde en Pologne. Le 16e régiment de fusiliers motorisés de la nouvelle 90e division de chars de la Garde devient le 6e régiment de chars de la Garde. Son 82e régiment de fusiliers motorisés de la Garde est transféré à la nouvelle 6e division en Pologne et remplacé par le 215e régiment de chars de la Garde de cette division. Le 10e bataillon de chars séparé est dissous et le 465e bataillon d'artillerie antichar est transféré à la nouvelle 6e division. Le 28 août 1988, le 351e bataillon de missiles séparé est transféré à la 464e brigade de missiles. Le 1er juillet 1989, le 215e régiment de chars de la Garde est transféré à la 25e division de chars et remplacé par le 803e régiment de fusiliers motorisés de cette division.
Au cours de ses dernières années en Allemagne, la division se compose des 6e et 68e régiments de chars de la Garde, du 81e régiment de fusiliers motorisés de la Garde et du 803e régiment de fusiliers motorisés. Font également partie de la division le 400e régiment d'artillerie automotrice, le 288e régiment de missiles de défense aérienne et des unités de soutien plus petites. En janvier 1991, le 803e régiment de fusiliers motorisés retourne en Union soviétique et est remplacé par le 69e régiment de fusiliers motorisés de la 35e division de fusiliers motorisés. La division rejoint la 2e armée de chars de la Garde en mai.

### Division russe
En août 1992, la division, réduite à un effectif très faible, prend garnison à Tchernoretchié (aujourd'hui Rochtchinski) dans l'oblast de Samara, devenant rattachée au district militaire de la Volga. En 1993, le 69e régiment de fusiliers motorisés devient le 169e régiment de chars. Entre décembre 1993 et mai 1998, la division fait partie de la 2e armée de la Garde. Entre le 14 décembre 1994 et le 9 avril 1995, le 81e régiment de fusiliers motorisés de la Garde est engagé lors de la première guerre de Tchétchénie. En décembre 1997, la division devient la 5968e base de stockage d'armes et d'équipements de la Garde. Le 81e régiment de fusiliers motorisés de la Garde est envoyé à la 27e division de fusiliers motorisés de la Garde.
Un article du 14 juillet 2001 indique que la 5968e base va être démantelée pour renforcer la 27e division de fusiliers motorisés et d'autres unités. La base est dissoute en 2005,.
Ses titres honorifiques finaux étaient : « de Lvov », Ordre du Drapeau rouge, Ordre de Lénine, Ordre de Souvorov ( russe : Львовская краснознаменная, орденов Ленина, Суворова).